# Eugène Baak
Eugène Baak is een Nederlandse schrijver, journalist, popmuzikant en kunstenaar.
Als journalist schrijft Baak voor het weekblad Nieuwe Revu over film en muziek. Voor de RVU en het Limburgs mediabedrijf L1 maakte hij radio- en televisieprogramma's, waarvan De Zaak Baak, Hallo Hubert en Circus Tortellini bekende titels zijn.
Daarnaast is Baak zanger en gitarist van rockband The Mess.
Als kunstschilder organiseerde Baak twee exposities van eigen werk: Gonzo Fever in 2001 te Maastricht en Hot Sauce Motel in 2004 te Heerlen. Daarnaast is zijn werk te zien op de cd-hoesjes van de Maastrichtse rockband Green Dream.
Eind 2008 gooide Baak het roer om en ging hij als parketvoorlichter en communicatieadviseur werken voor het Openbaar Ministerie. In die hoedanigheid deed hij het woord in onder andere de Heldense valkuilenzaak (2009), de zaak van de babylijkjes te Geleen (2010) en de geruchtmakende cold case van de 37 verdachte minderjarige sterfgevallen in huize St. Joseph te Heel begin jaren 50 (2011/2012).
In 2016 keerde Baak terug in de media. Hij ging aan de slag als hoofdredacteur van RTV Maastricht. Daarnaast publiceerde hij in een enkele worp vijf boeken: de roman Ritmes rond Wolvenbot (deels geïnspireerd op bovenstaande cold case), het tweetalige kunstboek Pier Open Closed/Gesloten en de eerste drie delen van zijn tweetalige Crime Scene-reeks, historische stadswandelingen langs plaatsen delict, over de steden Den Bosch, Maastricht en Venlo. Later verschenen afleveringen over Amsterdam, Den Haag en Eindhoven.